# Glas-jonomer cementi
Glas-jonomer cementi ili staklo-jonomerni cementi su materijali koji se koriste u stomatologiji. To su cementi koji sadrže bazno staklo i kiseli polimer i nastaju acido-baznom reakcijom ove dve komponente. (Mclean & Wilson 1994)

## Istorijat
- 1966: Ispitivanje cementa nastalog mešanjem staklo silikatnog praha i vodene suspenzije različitih organskih kiselina.
- 1968,1969: A.D. Wilson, Kent & Lewis otkrili su da mogu napraviti hidrolitički stabilan cement korišćenjem nove staklene formule.
- 1968: Kent je ustanovio da osobine ovog cementa odredjuje odnos AlF3/SiO2 u staklu
- 1974: Mclean & Wilson su upotrebilii GJC za zalivanje fisura.
- 1977: Mclean & Wilson predlažu GJC za restauraciju erozija zuba (V klasa). Iste godine predlažu njihovu primenu u dečjoj stomatologiji.[2]

## Sastav GJC
U sastav GJC ulaze dve komponente, prah i tečnost. Prah sačinjavaju SiO2, Al2O3, CaF2, Na2AlF6, AlF3, AlPO4, a tečnu komponentu poliakrilna kiselina, itakonska kiselina, voda,tartarna kiselina.
Prah se dobija termičkim stapanjem čestica sirovina (kvarc, alumijum, kriolit, fluorid, aluminijum trifluorid, aluminijum fosfat, metalni fluoridi i fosfati) na temperaturi 1100 - 1300ºC u vremenu od 40 – 150 minuta, te njihovim hlađenjem i naknadnim mljevenjem. 
Termički obrađena osnova se melje na veličinu čestica od ≤ 20 μm do ≥45 μm u zavisnosti od buduće namjeni GJC : 
- za cementiranje – čestice veličine ≤ 20 μm.
- za zalivanje jamica i fisura – čestice veličine od 25 do 35 μm.
- za ispune s niskim mastikatornim stresom – čestice veličine ≈ 45 μm.
- za ispune s visokim mastikatornim stresom – čestice veličine ≥ 45 μm

Kod većine GJC tečnost čini 35 – 65% vodeni rastvor kopolimera poliakrilne kiseline. Kopolimeri sadrže uglavnom akrilnu, itakonsku, maleinsku kiselinu čija molekularna težina iznosi ≈ 56 000. Dodavanjem itakonske kiseline poboljšala se stabilnost i dugotrajnost rastvora poliakrilne kiseline. U svrhu poboljšanja određenih svojstava mogu biti dodate ostale kiseline kao što su: tartarna, salicilna, limunska, sirćetna, itd.  Najčešći razlog dodavanja ostalih vrsta kiselina jeste dobiti brže stvrdnjavanje cementa. Naime, u početnim ispitivanjima bilo je potrebno čekati i do 20 minuta da dođe do potpunog stvrdnjavanja cementa. Od svih kiselina tartarna se pokazala kao najbolji izbor i danas se koristi kod većine GJC. Dodavanjem tartarne kiseline skratilo se vrijeme stvrdnjavanja ali ne i radno vrijeme
Poliakrilna kiselina može biti pripremljena u tri oblika:
- Tečni ili vodeni oblik (engl. hydrous) – u obliku vodenog rastvora.
- Isušeni oblik (engl. anhydrous) – poliakrilna kiselina je isušena određenim postupkom (smrzavanjem ili vakuumiranjem) i u obliku praha zajedno s itakonskom dodata preostalom prahu GJC, dok tečnost obično čine voda i tartarna kiselina.
- Kombinovani oblik (engl. semihydrous) – sadrži i tečni i isušeni oblik poliakrilne kiseline.

## Reakcija vezivanja
Kiselinsko-bazna reakcija izmedju polikiseline (kisela komponenta) i kalcijum-alumino-silikatnog stakla (bazna komponenta) čini osnov procesa vezivanja GJC-a. Vezani cement ima strukturu kompleksnog kompozita koju čine matriks ( metal-poliakrilni gel) i punioci (jezgra stakla obložena silicijumovim hidro-gelom).
Reakcija vezivanja odvija se u tri  odvojene faze koje se međusobno preklapaju:
- Faza oslobađanja jona (ion-leaching phase)– u ovoj fazi vodonikovi joni iz kiseline djeluju na površinu čestica stakla i dolazi do otpuštanja jona, u najvećoj mjeri Ca++ i Al+++. Oni se prvo vežu s fluorom stvarajući nestabilni kalcijumov i aluminijum fluorid. Potom dolazi do njihovog razlaganja i početnog spajanja s lancima poliakrilne kiseline stvarajući stabilniji spoj, pri čemu se oslobađaju joni fluora.
- Hidrogel faza (hydrogel phase) – obično počinje 5-10 minuta nakon miješanja i u njoj počinje inicijalno vezivanje. U ovoj fazi dolazi do brzog otpuštanja kalcijumovih jona i njegovog spajanja s negativno nabijenim lancima poliakrilne kiseline što dovodi do početnog umrežavanja i rezultira stvaranjem početne gel faze. U ovoj fazi cement gubi površinski sjaj i postaje rigidniji te mora biti zaštićen od vlaženja i isušivanja.
- Faza stvaranja soli (polysalt gel phase) – u ovoj fazi dolazi do završnog stvrdnjavanja cementa. Joni aluminijuma koji se sporije otpuštaju vezuju se za lance poliakrilne kiseline čineći stabilniji spoj hidrogel matriksa oko čestica stakla.

## Klasifikacija GJC

### Klasifikacija po Mauntu
- Tip I: GJC namenjeni za cementiranje fiksnih protetskih nadoknada, inleja, elemenata ortodontskih aparata i punjenje kanala korena zuba.
- Tip II: GJC za ispune: cementi za estetske ispune i ojačani GJC za ispune.
- Tip III: GJC namenjeni za zaštitne podloge, zalivanje fisura i zbrinjavanje ogoljenih zuba u predelu vrata.

Svi tipovi GJC,osim ojačanih GJC za ispune, mogu biti konvencionalni i hibridni. Hibridni GJC, modifikovani smolama, imaju dve podgrupe: 
- hibridni jonomeri,
- kompomeri, koji predstavljaju kombinaciju GJC-a i kompozitnih smola.

### Klasifikacija prema načinu primjene (prema Albersu)
- GJC za cementiranje – polimerizuju se hemijskim putem i upotrebljavaju za cementiranje nadoknada (inlaya, onlaya, krunica i mostova).
- GJC za ispune – razlikuju se od GJC za cementiranje po većem procentu čestica praha, većem izboru boja, polimerizuju se hemijskim putem.
- Metalom ojačani GJC – GJC su dodati metali u svrhu poboljšanje fizičko-mehaničkih svojstava, stvrdnjavaju se hemijskim putem i neestetski su.
- Cermet GJC – termičkom obradom čestice metala su spojene s česticama praha GJC (za razliku od gore navedenih metalom ojačanih GJC, gdje je metalni prah dodat prahu GJC), polimerizuju se hemijskim putem i neestetski su.
- GJC lajneri –  radiokontrastni premazi za dentin ispod kompozita i amalgama, imaju dvojaku polimerizaciju, tj i hemijsku i svjetlosnu.
- GJC podloge – koriste se za izradu podloga ispod ispuna, polimerizuju se hemijskim putem.
- GJC za zalivanje – koriste se za zalivanje fisura i jamica, polimerizuju se hemijskim putem.
- Smolom modifikovani GJC – obuhvataju svjetlosno i dvostruko polimerizujuće GJC. Mogu se koristiti kao definitivni ispuni ili kao podloga ispod kompozitnih ispuna.

### Klasifikacija prema sastavu GJC (prema Hickel-u)
- Konvencionalni GJC;
- Visoko viskozni GJC;
- Metalima ojačani GJC;.
- Smolim modifikovani GJC;

## Osobine GJC
GJC spadaju u biokompatibilne materijale. Nizak stepen iritacije Zubna pulpa objašnjava se , s jedne strane, brzim porastom pH do neutralnog,a sa druge, visoka molekulska težina ovog polimera onemogućava njenu difuziju kroz dentinske kanaliće. Pored ove,GJC poseduju i niz drugih dobrih osobina. Naime, hemijska veza njegovih COOH grupa sa kalcijumom iz tvrdih zubnih tkiva obezbeđuje adhezivnost, sposobni su da oslobađaju jone fluora u okolna tkiva i pljuvačku, i na kraju ne trpe značajnije dimenzionalne promene pri procesu vezivanja i stvrdnjavanja cementa,što smanjuje pojavu mikropukotina na spoju zub-ispun.
Pored dobrih,GJC ima i svoje nedostatke. Osnovni su nedovoljna mehanička otpornost i osetljivost na disbalans vode. Neophodno ih je zaštititi u prva 24 časa. 

## Klinička primena GJC
GJC u stomatologiji se koristi:
- Za cementiranje fiksnih nadoknada;
- Za podlaganje kaviteta i nadoknadu izgubljenog dentina u sklopu "sendvič tehnike";
- Kao definitivni ispuni;
- Kao privremeni ispuni.

### Primjena GJC kao zalivača
Bitne osobine konvencionalnih SIC-a je prevencija nastanka karijesa, kao i sposobnost adhezije za zubne strukture što je omogućilo njihovu upotrebu i za zalivanje fisura.  
Danas se, kao materijali za zalivanje fisura, koriste konvencionalni cementi uz prethodno kondicioniranje gleđi i dentina. Iako neki autori predlažu enameloplastiku u cilju postizanja bolje retencije, danas se zna da je adhezija uz prethodno kondicioniranje, dovoljna za osiguravanje dugotrajnost ovih ispuna. Za kondicioniranje se najčešće koriste Cavity conditioner ili Dentin contitioner . 
Prednosti GJC-a za zalivanje fisura u odnosu na kompozitne smole su sljedeće:
1. Ne zahtijeva idealno suvo radno polje;
2. Hemijska veza za gleđ;
3. Minimalna kontrakcija  i dobra marginalna adaptacija;
4. Jednostavna tehnika rada;
5. Otpuštanje remineralizacijskih jona (kalcijum, fluor, stroncijum...).

### Primjena GJC-a za podlaganje i nadoknadu izgubljenog dentina
Upotreba GJC-a za premazivanje i podlaganje kavitetazasniva se na njihovoj sposobnosti da se oni hemijski vežu za dentin i gleđ te dugotrajno otpuštaju fluoride. Time je minimizirana mogućnost nastanka sekundarnog karijesa, uz stimulaciju nastanka sekundarnog ili reparatornog dentina. Primijenjeni na ovaj način GJC-i pružaju i termičku zaštitu dentina odnosno pulpe. Mogu se koristiti i ispod amalgamskih i ispod kompozitnih ispuna. Ukoliko se cement koristi za nadoknadu većih količina izgubljenog dentina, a zatim se prekriva nekim od definitivnih restaurativnih  materijala,  primijenjena tehnika zove se „sandwich“ tehnika  „Sandwich“ tehnika posebno je indikovana kod vrlo dubokih karoznih lezija s velikim gubitkom dentina ili nakon endodontskog  tretmana zuba. Takođe se može primijeniti u kombinaciji s kompozitnom smolom u situacijama kada su cervikalne prepracije II i V klase duboko subgingivalno. Razlikuju se  dvije tehnike rada koje nazivamo „otvoreni“ ili „zatvoreni“ „sandwich“ u zavisnosti da li je GJC u komunikaciji s okolnim strukturama (otvoreni) ili je u potpunosti prekriven kompozitnim materijalom (zatvoreni).

## GJC na tržištu stomatoloških materijala
GJC se mogu naći u dva oblika za upotrebu:
1. Tečnost+prah;
2. kapsulisani oblik

Na tržištu stomatoloških materijala mogu se naći sledeći preparati GJC:
1. GJC koji se stvrdnjavaju samo acidobaznom reakcijom:
- Fuji I, Fuji II, Fuji IX, Fuji GP
- Ketac fil, Ketac Cem, Ketac Molar
- Shofu I, Shofu II, Shofu Base, Shofu Liner
- Riva self cure

2. GJC što se stvrdnjavaju  acidobaznom reakcijom i uz pomoć svjetla, koje tu reakciju može ubrzati:
- Fuji VII

3. Ojačani metalima i/ili cermet GJC:
- Ketac Silver, Miracle Mix, Chelon Silver

4. Smolom modifikovani GJC: 
- Fuji Cem, Fuji Plus, Fuji Lining LC, Fuji II LC
- Photac fil, Photac Bond, Vitrabond, Vitremer
- XR Ionomer
- RelyX Luting
- Riva light cure

## Literatura
1. Mount GJ. Clinical perfomance of glass-ionomers. 1998; 19: 573-9.
2. Crisp S, Wilson AD. Reactions in Glas Ionomer Cements: V. Effect of incorporating tartaric acid in the cement liquid. J Dent Res. 1976; 55(6): 1023- 31
3. Wilson AD, Kent BE, A new translucent cement for dentistry. The glass ionomer cement. Brit Dent J. 972; 132: 133-5.
4. Albers HF. Glas ionomers in: Tooth-Colored Restoratives: Principles and    Techniques.  BC Decker Inc. 9th edition; December 2001.
5. Millett DT,  McCabe  JF. Orthodontic bonding with glass ionomer cement - a  review. Eur J Ortho. 1996; 18: 385-99.
6. http://www.slideshare.net/drabbasnaseem/glass-ionomer-cement-gic-science-of-dental-materials
7. Lin A, McIntyire NS, Davidson RD. Studies on the adhesion of glass-ionomer cements to dentin. J Dent Res. 1992 ; 71(11): 1836-41.
8. Powis DR, Follerås T, Merson SA, Wilson AD. Improved adhesion of a glass ionomer cement to dentin and enamel. J Dent Res. 1982; 61(12): 1416-22.
9. http://www.slideshare.net/jagadeeshkodithyala/glass-ionomer-cement-and-its-recent-advances?related=1